# Oliviero La Stella
Oliviero La Stella (Roma, 30 ottobre 1949) è uno scrittore e giornalista italiano.

## Biografia
Nato e cresciuto a Roma. Giornalista professionista. Lavora per le pagine culturali de Il Messaggero.
Fa il suo esordio nella narrativa nel 2003, con la raccolta di racconti Lo spiaggiatore, per Fazi, che si aggiudica il prestigioso Premio Berto all'opera prima. Il libro è una "commedia umana" che scivola tra i "non luoghi" cittadini: condomini anonimi, uffici, locali notturni, redazioni di giornali, commissariati, confuse feste in villa, spaccati di borgata. La sua seconda opera, Mira, esce sempre per Fazi, nel 2008, e racconta la storia di una prostituta, con il classico piglio del romanzo d'impegno sociale.
La Stella, inoltre, ha pubblicato anche numerosi racconti su Lo Straniero.

## Opere

### Romanzi
- Mira, Roma, Fazi Editore, 2008.

### Racconti
- Lo spiaggiatore, Roma, Fazi Editore, 2002. (Vincitore del Premio Berto[5])

### Saggi
- Francesco Ippoliti. Un anarchico abruzzese agli inizi del Novecento, Pescara, Ianieri Edizioni, 2007.
- Marcello Mariani: archetipi 1971-1997, Milano, Quality S.A.S., 1997.